# Xã Harrison, Quận Morgan, Indiana
Xã Harrison (tiếng Anh: Harrison Township) là một xã thuộc quận Morgan, tiểu bang Indiana, Hoa Kỳ. Năm 2010, dân số của xã này là 1.522 người.